# Barnato Hassan Special
La Barnato Hassan Special est une voiture de sport prototype unique de 1934, du constructeur automobile britannique Bentley.

## Historique
Walter Hassan (en) est le 14e premier employé historique (n°14) de Bentley, fondé en 1919 par Walter Owen Bentley à Cricklewood dans la banlieue de Londres. Embauché à l'âge de 15 ans comme magasinier, puis monteur de moteurs, de châssis, puis mécanicien d'essai, puis mécanicien de course de la Team Bentley..., il devient avec le temps un des mécaniciens les plus reconnus de la marque. Il est attaché en particulier au pilote Bentley Boys Woolf Barnato (victorieux des 24 Heures du Mans 1928, 1929 et 1930, et président actionnaire de la marque). Bentley arrête la compétition après la faillite et le rachat de la marque par Rolls-Royce en 1931. Woolf Barnato et Walter Hassan conçoivent alors ce modèle « Barnato Hassan Special » de 1933, pour la Team Bentley Rolls-Royce, pour battre en particulier avec succès le record de vitesse du circuit de Brooklands dans le Surrey au Royaume-Uni.

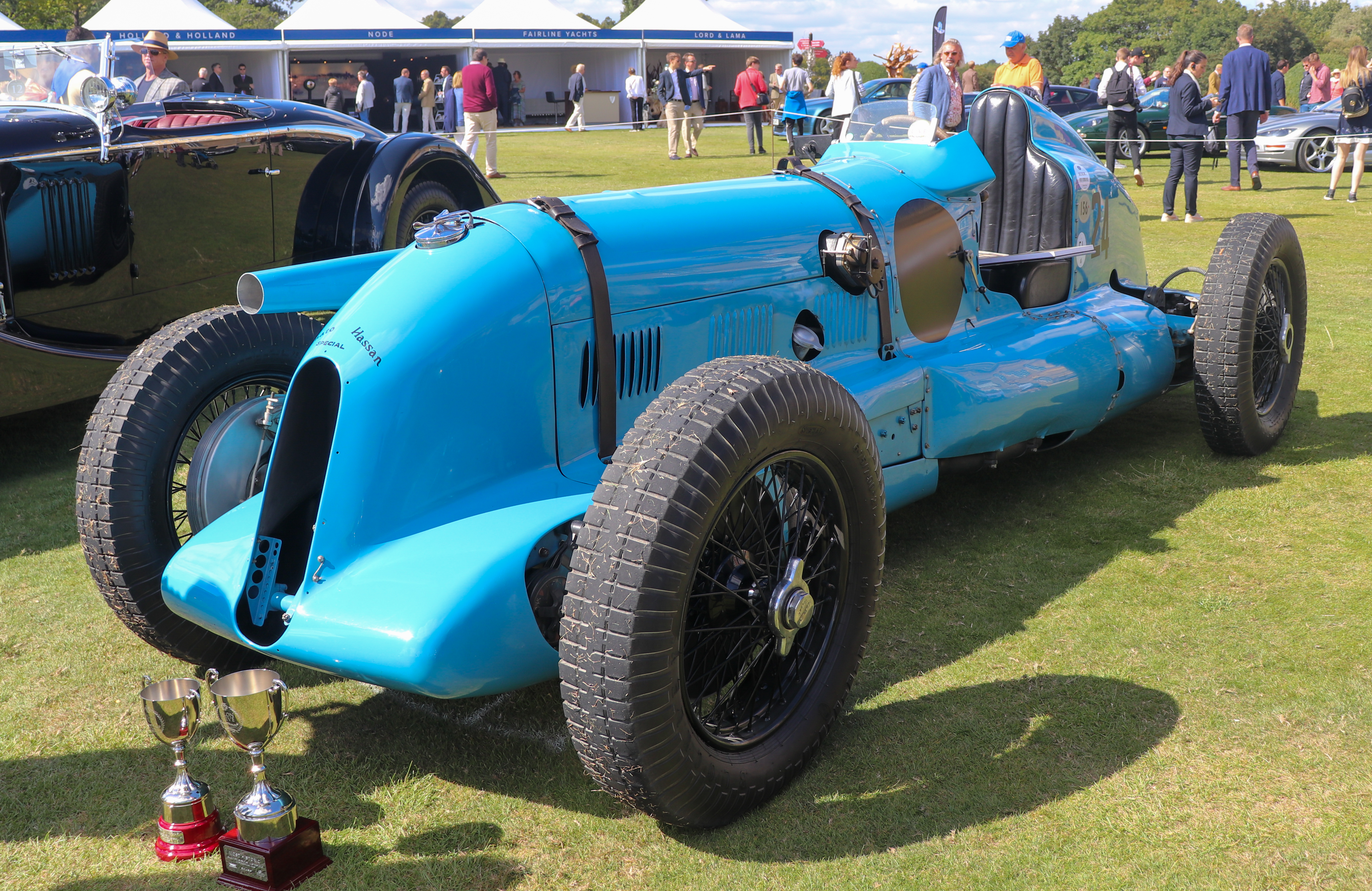
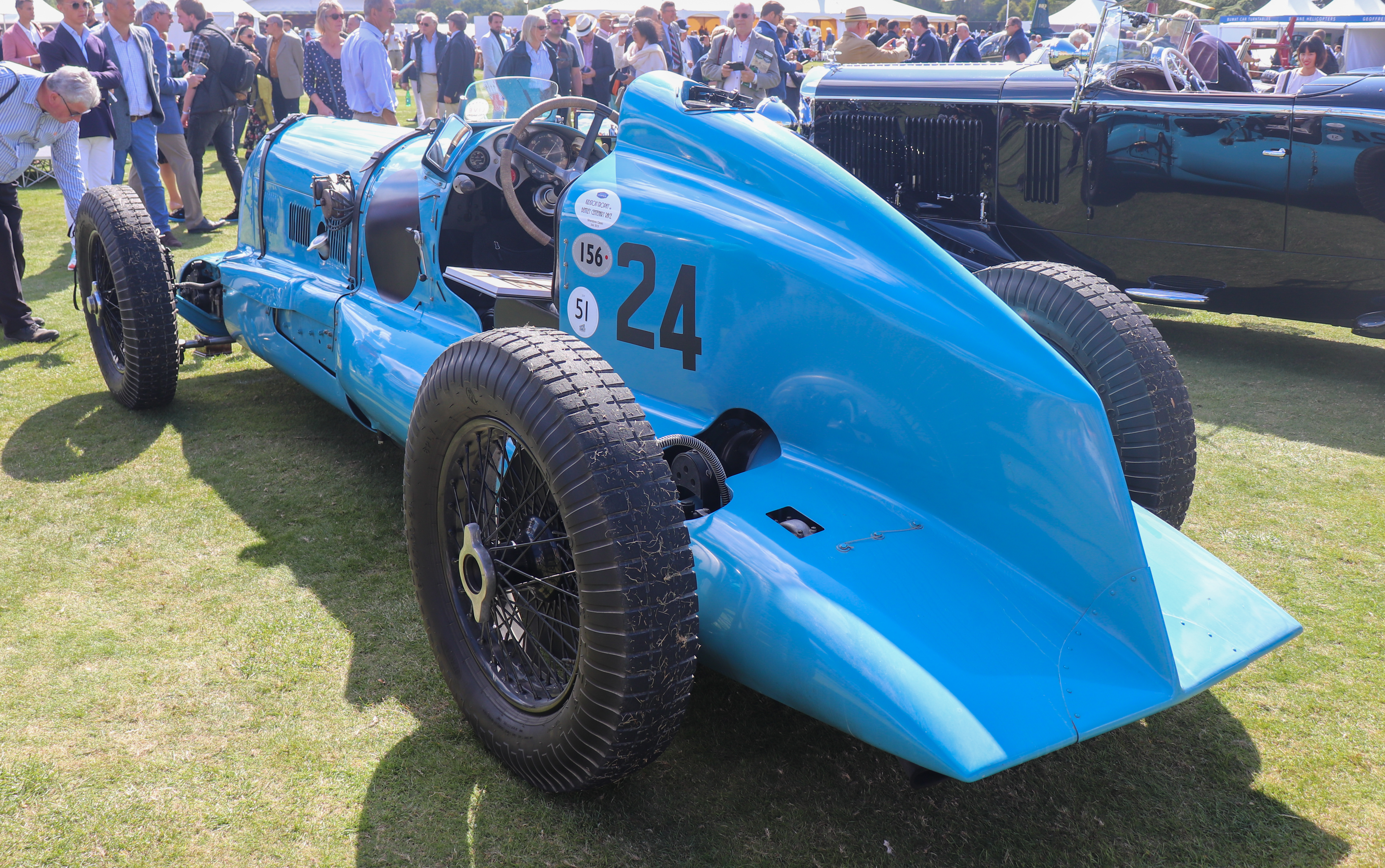
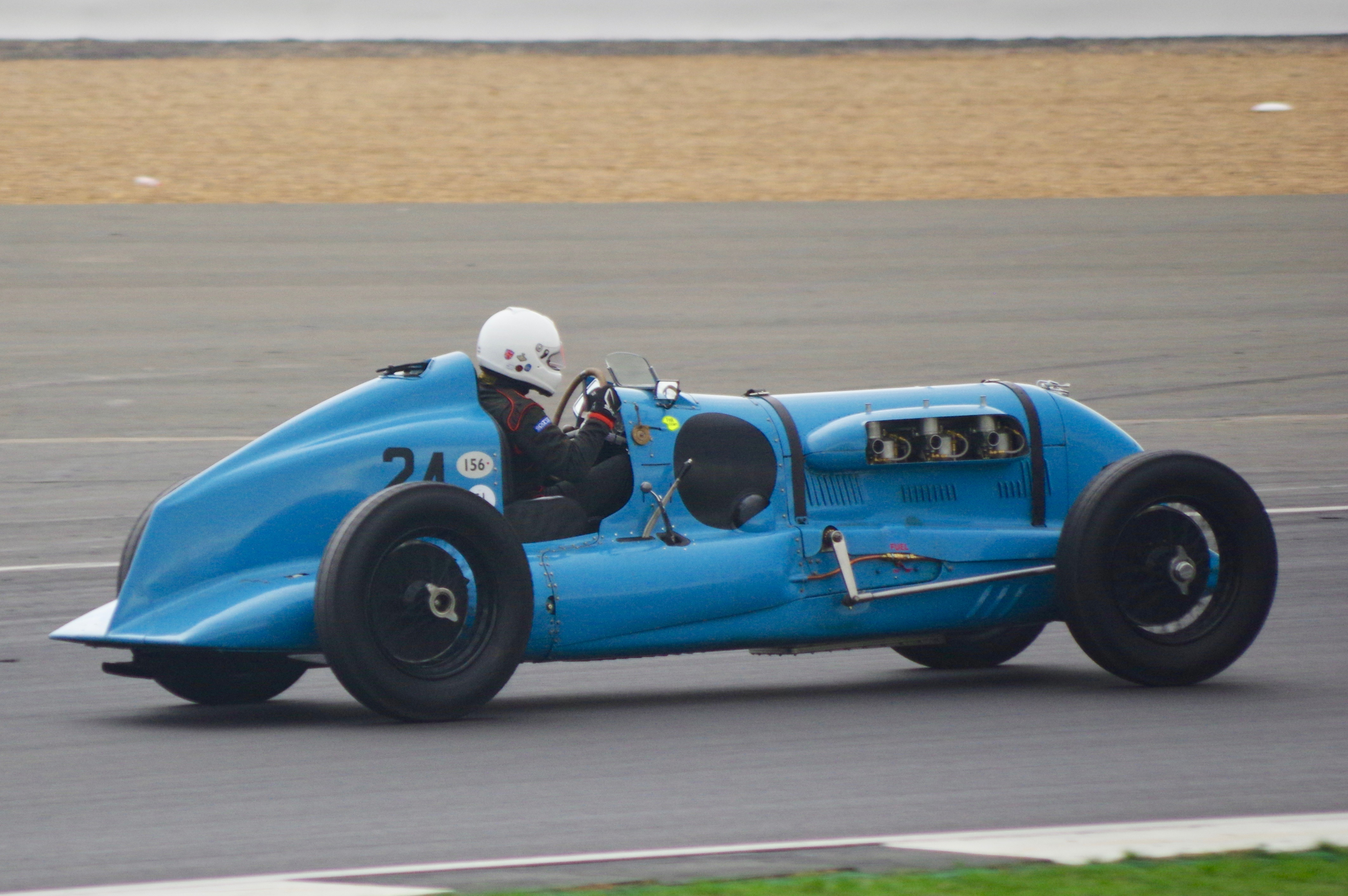

Variante entre autres des Bentley Mother Gun, Bentley Thunderbolt, Napier-Bentley, ou Packard-Bentley..., ce prototype reprend initialement le châssis-moteur d'une Bentley 6½ Litre de 1926, avec un châssis modifié et une carrosserie monoplace, motorisée par un moteur 6 cylindres en ligne de 6,6 L de 200 ch, puis par un moteur de Bentley 8 Litre de 1930, de 225 ch pour plus de 225 km/h de vitesse de pointe,.
Une variante Bentley Pacey-Hassan Special (de moindre puissance) lui succède en 1936. 

## Palmarès partiel
Cette Barnato Hassan Special est engagée en compétition par la Team Bentley Rolls-Royce de 1934 à 1938, pour participer à près de 25 courses.
Elle bat le record du circuit extérieur de Brooklands dans le Surrey au Royaume-Uni, avec le pilote Oliver Bertram (en), record du tour en Classe B, du 5 août 1935, en 69,8 s, à 142,6 mph (229,5 km/h), repris deux mois plus tard par le tenant du titre John Cobb au volant de sa Napier-Railton à 143,44 mph (230,8 km/h).

## Voiture de collection
Cette voiture de collection est entièrement restaurée d'origine, pour être exposée un temps au Brooklands Museum (en) du circuit de Brooklands, et pour participer à divers expositions ou courses de voitures historiques. Elle est mise en vente aux enchères à Londres en 2022 pour 4,5 millions de livre sterling (5,4 millions €).